# Gussage St Michael
 (mars 2023).
Gussage St Michael est une paroisse civile et un village du Dorset, en Angleterre.